# 麦嘉缔
麦嘉缔（Divie Bethune McCartee，1820年1月13日—1900年7月17日），字培端，是一名美国医疗传教士、教育家，是美北长老会最早派往中国的传教士之一（1843年），在中国土地上建立了最早的新教教会之一（1845年），并曾担任美国驻中国和日本的外交官，如美国驻宁波首任领事、上海中外会审的法官。他在日本时，还担任 东京帝国大学教授。他还是一位多产作家，在美国地理学会、美国东方学会和其他协会的出版物上，撰写了大量关于亚洲历史、语言学、自然科学、医学和政治的作品。

## 早年
1820年1月13日，麦嘉缔出生于美国宾夕法尼亚州费城，是纽约罗伯特·麦卡蒂博士的大儿子，14岁进入纽约市哥伦比亚大学，20岁毕业于宾夕法尼亚大学医学院。1843年6月，他在费城从事医学工作时，听了差会的一次布道以后，立志去中国传道。

## 中国
1843年，麦嘉缔启航前往中国，1844年6月抵达浙江宁波，这是《南京条约》规定开放的五个通商口岸之一。他在佑圣观内施医传教。他是鸦片战争后最早居住在中国土地上的传教士之一。他很快就掌握了汉语。1845年，他在在宁波江北岸的槐树路建立了中国土地上最早的新教教堂之一（槐树堂），并在此创办崇信义塾，该校于1867年迁往杭州，改名为育英义塾，即之江大学的前身。1853年，麦嘉缔在宁波与第一位来到中国的长老会单身女传教士Juana M. Knight结婚。
麦嘉缔夫妇收养了中国牧师两岁的女儿金韵梅（1864–1934），她的父母都因病去世。 她成为第一位在国外接受教育的中国女医生。
除了医疗工作外，麦嘉缔还一度代理美国驻宁波的首任领事，直到1857年建立正规的领事服务。后来在烟台和上海担任副领事。1861年5月，他跨过封锁线进入南京，劝说太平天国的天王洪秀全不骚扰美国人和基督徒，以及对所有受雇于他们的中国人。因此，太平军进入宁波时，大批的中国基督徒和他们的朋友都获救了。
他翻译了第一本宁波方言的《路加福音》，1850年到1853年，麦嘉缔陆续编著了《平安通书》4册，由长老会的花华圣经书房出版，介绍天文、气象常识。他对中国博物学也颇有研究，在亚洲文会的刊物上发表不少论文，其中有33篇系用中文撰写。
1862年，麦嘉缔被调往山东烟台，开拓新的传教区，他是第一个在那里工作的新教传教士。1864年任命为美国驻烟台副领事。
麦嘉缔夫妇于1865年回到宁波的传教岗位。1872年，他们被调往上海，但不久后辞职，加入上海领事馆，担任会审公廨的翻译。

## 日本
1872年，日本政府根据他的建议，释放了载有中国契约劳工的秘鲁船只玛利亚·路斯号，北京方面任命了一个委员会，前往东京将被释放的人带回家，麦嘉缔被提名为秘书和翻译，并为他的服务获得一枚金牌。此后麦嘉缔一直留在东京，担任东京帝国大学法律兼博物学教授，1875年辞职，1877年一度回上海领馆任职，不久回到东京，担任中国驻日使馆参赞。随行去日本的中国籍义女金韵梅便在日本上学。1881年，金韵梅中学毕业后，麦嘉缔又把她送到美国留学，使她成了中国近代第一位女大学生、留学生。他的著作被翻译成日文，是日本第一部新教文字作品。
1879年，他建议美国前总统尤利西斯·格兰特, 就琉球群岛问题进行调解，但是中国和日本都拒绝了他的调解。
麦嘉缔于1880年返回美国，1882年访问夏威夷，与中国移民有关。1885年，麦嘉缔担任日本驻华盛顿领事。两年后，麦嘉缔夫妇又接受美国长老会日本差会的派遣，在那里服务一直到1899年麦嘉缔退休。那一年，他因病回到美国，次年在旧金山去世，享年80岁。
麦嘉缔在中日两国服务了近四十年之久。他也获得日本政府颁发的旭日章。他的遗体被安葬在纽约州的紐堡市。